# 莱福日 (莫尔比昂省)
莱福日（法語：Les Forges，發音：[le fɔʁʒ] ⓘ）是法国莫尔比昂省的一个旧市镇，属于蓬蒂维区。2019年1月1日，莱福日与市镇拉努埃合并为新市镇福日德拉努埃。

## 地理
莱福日（48°1'5"N, 2°38'49"W）面积52.53 平方千米，位于法国布列塔尼大區莫尔比昂省，该省份为法国西北部沿海省份，位于布列塔尼半岛南部，北起阿摩尔滨海省、西接菲尼斯泰尔省，南濒大西洋，东南接大西洋卢瓦尔省，东临伊勒-维莱讷省。
与莱福日接壤的市镇（或旧市镇、城区）包括：普吕米约、拉特里尼泰-波罗埃特、莫翁、圣马洛-德特鲁瓦方丹、拉格雷圣洛朗、拉努埃、普勒格里费特、布雷昂、勒康布。
莱福日的时区为UTC+01:00、UTC+02:00（夏令时）。

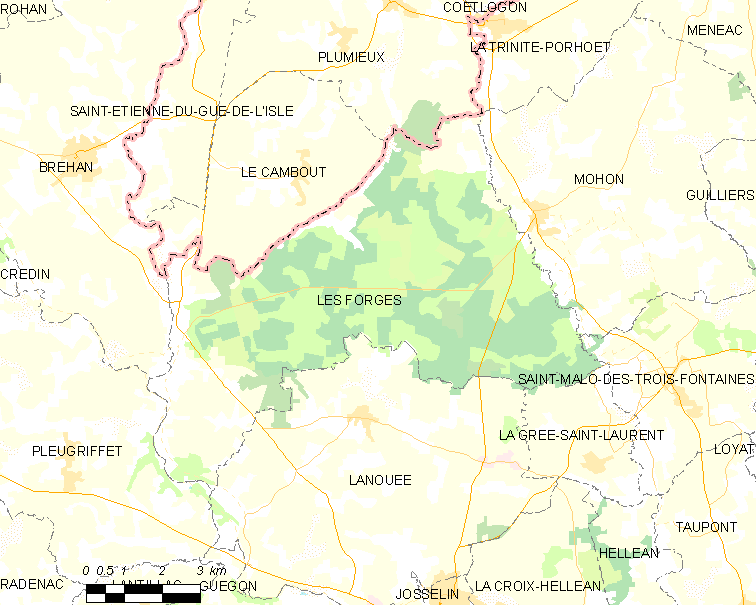
莱福日的OSM定位图

## 行政
莱福日的邮政编码为56120，INSEE市镇编码为56059。

## 政治
莱福日所属的省级选区为普洛埃梅勒县。

## 人口

1962-2008年间莱福日人口变化图示

莱福日于2018年1月1日时的人口数量为440人。